# Гольцовский сельсовет (Шаховской район)
Гольцовский сельсовет — упразднённая административно-территориальная единица, существовавшая на территории Московской губернии и Московской области в 1927—1954 годах.
Гольцовский сельсовет был образован в 1927 году в составе Судисловской волости Волоколамского уезда Московской губернии путём выделения из Аксаковского с/с.
В 1929 году Гольцовский с/с был отнесён к Шаховскому району Московского округа Московской области. При этом к нему был присоединён Аксаковский с/с.
17 июля 1939 года селение Аксаково было передано из Гольцовского с/с в Белоколпский, но уже 4 октября оно было возвращено обратно.
4 января 1952 года селение Аксаково вновь было передано в Белоколпский с/с.
14 июня 1954 года Гольцовский с/с был упразднён. При этом его территория в полном составе была передана в Новоникольский с/с.